# Râul Cinca (Valle de Pineta)
Río Cinca (Valle de Pineta) este o arie protejată (arie specială de conservare — SAC, sit de importanță comunitară — SCI) din Spania întinsă pe o suprafață de 117,76 ha, integral pe uscat.

## Localizare
Centrul sitului Río Cinca (Valle de Pineta) este situat la coordonatele 42°39′09″N 0°08′08″E / 42.6526°N 0.135685°E.

## Înființare
Situl Río Cinca (Valle de Pineta) a fost declarat sit de importanță comunitară în ianuarie 1997 pentru a proteja 1 specie de plante și 2 specii de animale. Situl a fost protejat și ca arie specială de conservare în februarie 2021.

## Biodiversitate
Situată în ecoregiunea alpină, aria protejată conține 4 habitate naturale: Păduri de fag din Europa Centrală dezvoltate pe sol calcaros cu Cephalanthero-Fagion, Păduri montane și subalpine de Pinus uncinata (* dezvoltate pe substrat gipsos sau calcaros), Râuri de munte și vegetația lor lemnoasă cu Salix elaeagnos, Fânețe de joasă altitudine (Alopecurus pratensis, Sanguisorba officinalis).
La baza desemnării sitului se află mai multe specii protejate:
- plante (1): papucul doamnei (Cypripedium calceolus)
- mamifere (2): liliacul mic cu potcoavă (Rhinolophus hipposideros), vidră de râu (Lutra lutra)

Pe lângă speciile protejate, pe teritoriul sitului au mai fost identificate 8 specii de plante, 23 de specii de păsări, 4 specii de amfibieni, 6 specii de mamifere, 2 specii de nevertebrate, 1 specie de pești, 2 specii de reptile.